# 九老洞耳蕨
九老洞耳蕨（学名：Polystichum jiulaodongense）为鳞毛蕨科耳蕨属下的一个种。

## 扩展阅读
- 維基物種上的相關：九老洞耳蕨